# Ankylopteryx alluaudi
Ankylopteryx alluaudi är en insektsart som beskrevs av Navás 1910. 
Ankylopteryx alluaudi ingår i släktet Ankylopteryx och familjen guldögonsländor. Inga underarter finns listade i Catalogue of Life.